# Fußball-Europameisterschaft 1996/Gruppe D
Dieser Artikel umfasst die Spiele der Gruppe D der Fußball-Europameisterschaft 1996 mit allen statistischen Details:
| Pl. | Land     | Sp. | S | U | N | Tore    | Diff. | Punkte |
| --- | -------- | --- | - | - | - | ------- | ----- | ------ |
| 1.  | Portugal | 3   | 2 | 1 | 0 | 005:100 | +4    | 07     |
| 2.  | Kroatien | 3   | 2 | 0 | 1 | 004:300 | +1    | 06     |
| 3.  | Dänemark | 3   | 1 | 1 | 1 | 004:400 | ±0    | 04     |
| 4.  | Türkei   | 3   | 0 | 0 | 3 | 000:500 | −5    | 0      |

## Dänemark – Portugal 1:1 (1:0)
| Dänemark                                                               | Dänemark | Portugal | Portugal | Aufstellung                         |
| ---------------------------------------------------------------------- | --- | --- | -------- | ----------------------------------- |
| Dänemark                                                               | \| Sonntag, 9. Juni 1996 um 19:30 Uhr in Sheffield (Hillsborough Stadium) \| \| Zuschauer: 34.993 \| \| Schiedsrichter: Mario van der Ende ( Niederlande) \|                                                                                        | \| Sonntag, 9. Juni 1996 um 19:30 Uhr in Sheffield (Hillsborough Stadium) \| \| Zuschauer: 34.993 \| \| Schiedsrichter: Mario van der Ende ( Niederlande) \|                                                       | Portugal | Aufstellung Dänemark gegen Portugal |
| Dänemark                                                               | Peter Schmeichel – Jes Høgh, Thomas Helveg, Marc Rieper, Claus Thomsen (83. Torben Piechnik) – Brian Steen Nielsen, Henrik Larsen (90. Kim Vilfort), Jens Risager, Michael Laudrup – Brian Laudrup, Mikkel Beck Cheftrainer: Richard Møller Nielsen | Vítor Baía – Hélder, Fernando Couto, Dimas, Paulinho Santos – Oceano (37. Antonio Folha), Paulo Sousa (79. José Tavares), Rui Costa, Luís Figo (62. Domingos) – Sá Pinto, João Pinto Cheftrainer: António Oliveira | Portugal | Aufstellung Dänemark gegen Portugal |
| Dänemark                                                               | 1:0 Brian Laudrup (22.) | 1:1 Sá Pinto (53.) | Portugal | Aufstellung Dänemark gegen Portugal |
| Dänemark                                                               | Jens Risager, Thomas Helveg | Paulinho Santos, Oceano, Sá Pinto, José Tavares, João Pinto | Portugal | Aufstellung Dänemark gegen Portugal |
| Sonntag, 9. Juni 1996 um 19:30 Uhr in Sheffield (Hillsborough Stadium) | | |          |                                     |
| Zuschauer: 34.993                                                      | | |          |                                     |
| Schiedsrichter: Mario van der Ende ( Niederlande)                      | | |          |                                     |

## Kroatien – Türkei 1:0 (0:0)
| Kroatien                                                         | Kroatien | Türkei | Türkei | Aufstellung                       |
| ---------------------------------------------------------------- | --- | --- | ------ | --------------------------------- |
| Kroatien                                                         | \| Dienstag, 11. Juni 1996 um 19:30 Uhr in Nottingham (City Ground) \| \| Zuschauer: 22.460 \| \| Schiedsrichter: Serge Muhmenthaler ( Schweiz) \| | \| Dienstag, 11. Juni 1996 um 19:30 Uhr in Nottingham (City Ground) \| \| Zuschauer: 22.460 \| \| Schiedsrichter: Serge Muhmenthaler ( Schweiz) \|                                                                                         | Türkei | Aufstellung Kroatien gegen Türkei |
| Kroatien                                                         | Dražen Ladić – Nikola Jerkan – Slaven Bilić, Igor Štimac – Mario Stanić, Robert Prosinečki, Aljoša Asanović, Zvonimir Boban (57. Zvonimir Soldo), Robert Jarni – Alen Bokšić (74. Goran Vlaović), Davor Šuker (90. Dubravko Pavličić) Cheftrainer: Miroslav Blažević | Rüştü Reçber – Ogün Temizkanoğlu , Rahim Zafer, Alpay Özalan, Vedat İnceefe – Tugay Kerimoğlu, Sergen Yalçın, Tolunay Kafkas (88. Saffet Sancaklı), Abdullah Ercan – Hakan Şükür, Arif Erdem (82. Hami Mandıralı) Cheftrainer: Fatih Terim | Türkei | Aufstellung Kroatien gegen Türkei |
| Kroatien                                                         | 1:0 Goran Vlaović (86.) | | Türkei | Aufstellung Kroatien gegen Türkei |
| Kroatien                                                         | Aljoša Asanović, Zvonimir Boban, Zvonimir Soldo | Tolunay Kafkas | Türkei | Aufstellung Kroatien gegen Türkei |
| Dienstag, 11. Juni 1996 um 19:30 Uhr in Nottingham (City Ground) | | |        |                                   |
| Zuschauer: 22.460                                                | | |        |                                   |
| Schiedsrichter: Serge Muhmenthaler ( Schweiz)                    | | |        |                                   |

## Portugal – Türkei 1:0 (0:0)
| Portugal                                                        | Portugal | Türkei | Türkei | Aufstellung                       |
| --------------------------------------------------------------- | --- | --- | ------ | --------------------------------- |
| Portugal                                                        | \| Freitag, 14. Juni 1996 um 16:30 Uhr in Nottingham (City Ground) \| \| Zuschauer: 22.670 \| \| Schiedsrichter: Sándor Puhl ( Ungarn) \|                                                                                     | \| Freitag, 14. Juni 1996 um 16:30 Uhr in Nottingham (City Ground) \| \| Zuschauer: 22.670 \| \| Schiedsrichter: Sándor Puhl ( Ungarn) \| | Türkei | Aufstellung Portugal gegen Türkei |
| Portugal                                                        | Vítor Baía – Hélder, Fernando Couto, Dimas, Paulinho Santos – Antonio Folha (46. José Tavares), Paulo Sousa, Rui Costa, Luís Figo – Sá Pinto (66. Jorge Cadete), João Pinto (77. Hugo Porfirio) Cheftrainer: António Oliveira | Rüştü Reçber – Ogün Temizkanoğlu (46. Rahim Zafer), Alpay Özalan, Vedat İnceefe, Oğuz Çetin (69. Arif Erdem) – Tugay Kerimoğlu, Recep Çetin, Sergen Yalçın, Abdullah Ercan – Hakan Şükür, Saffet Sancaklı (64. Tolunay Kafkas) Cheftrainer: Fatih Terim | Türkei | Aufstellung Portugal gegen Türkei |
| Portugal                                                        | 1:0 Fernando Couto (66.) | | Türkei | Aufstellung Portugal gegen Türkei |
| Portugal                                                        | Paulinho Santos, Luís Figo, José Tavares | Abdullah Ercan, Vedat Inceefe, Rahim Zafer, Tolunay Kafkas | Türkei | Aufstellung Portugal gegen Türkei |
| Freitag, 14. Juni 1996 um 16:30 Uhr in Nottingham (City Ground) | | |        |                                   |
| Zuschauer: 22.670                                               | | |        |                                   |
| Schiedsrichter: Sándor Puhl ( Ungarn)                           | | |        |                                   |

## Kroatien – Dänemark 3:0 (0:0)
| Kroatien                                                                | Kroatien | Dänemark | Dänemark | Aufstellung                         |
| ----------------------------------------------------------------------- | --- | --- | -------- | ----------------------------------- |
| Kroatien                                                                | \| Sonntag, 16. Juni 1996 um 18:00 Uhr in Sheffield (Hillsborough Stadium) \| \| Zuschauer: 33.671 \| \| Schiedsrichter: Marc Batta ( Frankreich) \| | \| Sonntag, 16. Juni 1996 um 18:00 Uhr in Sheffield (Hillsborough Stadium) \| \| Zuschauer: 33.671 \| \| Schiedsrichter: Marc Batta ( Frankreich) \| | Dänemark | Aufstellung Kroatien gegen Dänemark |
| Kroatien                                                                | Dražen Ladić – Nikola Jerkan – Slaven Bilić, Igor Štimac – Mario Stanić, Robert Prosinečki (88. Mladen Mladenović), Aljoša Asanović, Zvonimir Boban (82. Nikola Jurčević), Robert Jarni – Goran Vlaović (82. Zvonimir Soldo), Davor Šuker Cheftrainer: Miroslav Blažević | Peter Schmeichel – Jes Høgh, Thomas Helveg (46. Jacob Laursen), Marc Rieper, Kim Vilfort (59. Mikkel Beck) – Claus Thomsen, Henrik Larsen (69. Stig Tøfting), Michael Schjønberg, Brian Steen Nielsen – Michael Laudrup , Brian Laudrup Cheftrainer: Richard Møller Nielsen | Dänemark | Aufstellung Kroatien gegen Dänemark |
| Kroatien                                                                | 1:0 Davor Šuker (53., Foulelfm.) 2:0 Zvonimir Boban (81.) 3:0 Davor Šuker (90.) | | Dänemark | Aufstellung Kroatien gegen Dänemark |
| Kroatien                                                                | Mario Stanić, Robert Prosinečki, Goran Vlaović | | Dänemark | Aufstellung Kroatien gegen Dänemark |
| Sonntag, 16. Juni 1996 um 18:00 Uhr in Sheffield (Hillsborough Stadium) | | |          |                                     |
| Zuschauer: 33.671                                                       | | |          |                                     |
| Schiedsrichter: Marc Batta ( Frankreich)                                | | |          |                                     |

## Dänemark – Türkei 3:0 (0:0)
| Dänemark                                                                 | Dänemark | Türkei | Türkei | Aufstellung                       |
| ------------------------------------------------------------------------ | --- | --- | ------ | --------------------------------- |
| Dänemark                                                                 | \| Mittwoch, 19. Juni 1996 um 16:30 Uhr in Sheffield (Hillsborough Stadium) \| \| Zuschauer: 28.951 \| \| Schiedsrichter: Nikolai Lewnikow ( Russland) \| | \| Mittwoch, 19. Juni 1996 um 16:30 Uhr in Sheffield (Hillsborough Stadium) \| \| Zuschauer: 28.951 \| \| Schiedsrichter: Nikolai Lewnikow ( Russland) \| | Türkei | Aufstellung Dänemark gegen Türkei |
| Dänemark                                                                 | Peter Schmeichel – Jes Høgh, Thomas Helveg, Marc Rieper, Michael Schjønberg (46. Henrik Larsen) – Claus Thomsen, Brian Steen Nielsen, Allan Nielsen, Erik Bo Andersen (87. Søren Andersen) – Brian Laudrup, Michael Laudrup Cheftrainer: Richard Møller Nielsen | Rüştü Reçber – Ogün Temizkanoğlu , Recep Çetin, Alpay Özalan, Vedat İnceefe – Tugay Kerimoğlu (68. Bülent Korkmaz), Abdullah Ercan, Tayfun Korkut, Hami Mandıralı – Hakan Şükür (46. Arif Erdem), Orhan Çıkırıkçı (68. Saffet Sancaklı) Cheftrainer: Fatih Terim | Türkei | Aufstellung Dänemark gegen Türkei |
| Dänemark                                                                 | 1:0 Brian Laudrup (49.) 2:0 Allan Nielsen (69.) 3:0 Brian Laudrup (84.) | | Türkei | Aufstellung Dänemark gegen Türkei |
| Dänemark                                                                 | Thomas Helveg, Henrik Larsen | Tugay Kerimoğlu, Tayfun Korkut, Rüştü Reçber | Türkei | Aufstellung Dänemark gegen Türkei |
| Mittwoch, 19. Juni 1996 um 16:30 Uhr in Sheffield (Hillsborough Stadium) | | |        |                                   |
| Zuschauer: 28.951                                                        | | |        |                                   |
| Schiedsrichter: Nikolai Lewnikow ( Russland)                             | | |        |                                   |

## Portugal – Kroatien 3:0 (2:0)
| Portugal                                                         | Portugal | Kroatien | Kroatien | Aufstellung                         |
| ---------------------------------------------------------------- | --- | --- | -------- | ----------------------------------- |
| Portugal                                                         | \| Mittwoch, 19. Juni 1996 um 16:30 Uhr in Nottingham (City Ground) \| \| Zuschauer: 20.484 \| \| Schiedsrichter: Bernd Heynemann ( Deutschland) \|                                                           | \| Mittwoch, 19. Juni 1996 um 16:30 Uhr in Nottingham (City Ground) \| \| Zuschauer: 20.484 \| \| Schiedsrichter: Bernd Heynemann ( Deutschland) \| | Kroatien | Aufstellung Portugal gegen Kroatien |
| Portugal                                                         | Vítor Baía – Hélder, Fernando Couto, Dimas, Secretário – Oceano, Paulo Sousa, Rui Costa (61. Pedro Barbosa), Luís Figo – Sá Pinto (46. Domingos), João Pinto (71. José Tavares) Cheftrainer: António Oliveira | Marijan Mrmić – Dubravko Pavličić – Dario Šimić, Slaven Bilić – Nikola Jurčević, Robert Prosinečki (46. Aljoša Asanović), Mladen Mladenović (46. Zvonimir Boban), Zvonimir Soldo, Robert Jarni – Igor Pamić (46. Davor Šuker), Goran Vlaović Cheftrainer: Miroslav Blažević | Kroatien | Aufstellung Portugal gegen Kroatien |
| Portugal                                                         | 1:0 Luís Figo (4.) 2:0 João Pinto (33.) 3:0 Domingos (82.) | | Kroatien | Aufstellung Portugal gegen Kroatien |
| Portugal                                                         | Igor Pamić, Robert Jarni, Dubravko Pavličić | | Kroatien | Aufstellung Portugal gegen Kroatien |
| Mittwoch, 19. Juni 1996 um 16:30 Uhr in Nottingham (City Ground) | | |          |                                     |
| Zuschauer: 20.484                                                | | |          |                                     |
| Schiedsrichter: Bernd Heynemann ( Deutschland)                   | | |          |                                     |

Gruppe A |
Gruppe B |
Gruppe C |
Gruppe D |
Viertelfinale |
Halbfinale |
Finale